# 兰斯-香槟-阿登大学
兰斯-香槟-阿登大学（法語：Université de Reims Champagne-Ardenne），是法国兰斯的一所公立综合性大学，成立于1971年。学校在特鲁瓦、香槟地区沙隆、肖蒙和沙勒维尔-梅济耶尔也设有校区。

## 院系设置
- 人文学院
- 经济、社会科学、管理学院
- 法律政治学院
- 自然科学学院
- 体育学院
- 医学院
- 药学院
- 口腔医学院
- 高等教育教师学院
- 兰斯国立高等工程师学校
- 兰斯大学技术学院
- 特鲁瓦大学技术学院
- 高等技术教育学院
- 香槟地区葡萄与葡萄酒学院